# Решающая игра (фильм)
«Решающая игра» (англ. Game 6) — американская драма с элементами комедии 2005 года режиссёра Майкла Хоффмана. Главную роль в фильме исполнил Майкл Китон.

## Сюжет
В фильме описан один день нью-йоркского драматурга Ника Рогана, которому нужно успеть на финал Мировой серии по бейсболу, где выступит его любимая команда «Бостон Ред Сокс», но, как назло, этот день оказался ужасным: проблемы с дочерью, отвергающей какой-либо нормальный стиль одежды, жена подала на развод, любовница, для которой важнее всего на свете его сценарии, а не он сам, друг и исполнитель главной роли в его пьесе спятил и стал побираться по улицам, а также масса других проблем обрушилась на голову героя. Кинокритик Стивен Швиммер по прозвищу Призрак над Бродвеем обещает разнести его пьесу в пух и прах.

## В ролях
| Актёр            | Роль           |
| ---------------- | -------------- |
| Майкл Китон      | Ники Роган     |
| Гриффин Данн     | Эллиотт Литвак |
| Биби Нойвирт     | Джоанна Борн   |
| Роберт Дауни мл. | Стивен Швиммер |
| Эри Грейнор      | Лаурель Роган  |
| Шалом Харлоу     | Пейсли Портер  |
| Надя Дажани      | Рене Симонс    |
| Харрис Юлин      | Питер Редмонд  |
| Роджер Рис       | Джек Хаскинс   |
| Кэтрин О’Хара    | Лиллиан Роган  |